# Inetum
Inetum (abans Gfi Informatique) és una empresa francesa de serveis digitals (ESN), propietat de la companyia d'inversió nord-americana Bain Capital. La seva seu es troba al 5-7 rue Touzet Gaillard, a Saint-Ouen-sur-Seine. Inetum es classifica com 88è ESN a França segons la seva facturació.
A 31 de desembre de 2018 la plantilla del grup sumava 19.000 persones, amb 10.000 a França. L'any 2020, després de l'adquisició de la divisió informàtica del grup El Corte Inglés, Inetum va aconseguir 60% de la seva activitat fora de França i té com a objectiu una facturació de més de 2.000 milions d'euros.
El 16 de febrer de 2023, el Grup va anunciar que Jacques Pommeraud va ser nomenat President i CEO del grup Inetum, en substitució de Vincent Rouaix.

## Història de la marca i logotip
Gfi significa "grup informàtic francès". A partir de l'1 d'octubre de 2020, Gfi canvia el seu nom a "Inetum", una referència a la paraula llatina incrementum que significa augmentar.

## Història
El 2002, Gfi va adquirir OiS, una empresa italiana. L'any 2002, Gfi va intentar adquirir Thales IS, va anunciar al maig, l'operació va avortar a la tardor després de l'explosió de la bombolla d'Internet, el col·lapse de les accions de Gfi i l'oposició dels empleats. THALES IS es va convertir en THALES Services i va dur a terme prop de 1.000 contractacions el 2007.
El 2007, Gfi va adquirir Groupe BTD, una empresa francesa. Gfi és objecte d'una oferta pública d'adquisició llançada per Fujitsu que no té èxit. Es va parlar d'un acostament amb Bull per contrarestar-ho. Arran d'aquest intent de presa de possessió, les participacions ITEFIN i Boussard i Gavaudan es van convertir en els principals accionistes de Gfi Informatique. El 2009, Gfi va adquirir Forstum Business Solutions, una empresa canadenca.
El 2010, Gfi va vendre les seves activitats alemanyes (Gfi Informatik i les seves filials) a Vision IT Group i les activitats italianes a Solgenia Group, així com l'activitat de Gfi Monétique (Gfi Monetic) a França a GALITT.
L'⁣any 2011, Gfi va adquirir el negoci i els actius d'Ares a França i els valors d'Ares Luxemburg per 2,9 milions d'euros (adjudicats pel tribunal mercantil d'Évry).
El 2012, Gfi va adquirir dos editors de programari: Géosphère (programari SIG) i JVS-Adix (programari de gestió financera per a establiments públics). També va adquirir la unitat de Business Solutions de Thales (anomenada Gfi-BUS) i va prendre el control de Cognitis (SSII operant principalment per al sector financer (Bank Finance Assurances)). El 2012, Gfi va vendre activitats canadenques (Gfi Solutions i les seves filials). El décembre 2012, Gfi es va convertir en el patrocinador principal del Paris Saint-Germain Handball, comprat 6 mesos abans per l'Autoritat d'Inversions de Qatar. També és aquest últim qui s'acosta a Gfi.
L'⁣any 2013, Gfi i Orange Business Services van tancar un acord d'estructuració en l'externalització de sistemes d'informació i l'adopció de la computació en el núvol per part de les empreses. El 2013, Gfi va adquirir Addstones Consulting, una empresa de serveis informàtics que operava en el sector financer (Corporation and Investment Bank).
L'⁣any 2014, Gfi i RealDolmen van signar un acord per a la recompra total de les accions de l'empresa Airial Conseil amb seu a Lilla i París. L'any 2014, Gfi Informatique va adquirir ITN, una editorial francesa especialitzada en solucions de gestió que cobreixen les àrees de béns i accidents (incendis, accidents i riscos diversos), salut, assegurances de vida, protecció i estalvi a través del programari d'assegurances CLEVA.
El 23 de novembre de 2015, Gfi Informatique va presentar un projecte amistós per adquirir una participació majoritària a Mannai Corporation, un fons d'inversió de Qatar. El 16 de juny de 2016, Mannai tenia més del 95% del capital.
El 24 març, Gfi va signar un acord amb el Ministeri de Tecnologies de la Informació i les Comunicacions a Tunísia. La companyia ara tindrà presència a Tunísia gràcies a un acord signat en el marc del projecte Tunísia 2020. El ministre tunisià va especificar que el compromís inicial de Gfi a Tunísia serà crear 200 llocs de treball.
El febrer de 2018, Gfi va comprar l'ESN tunisià Cynapsis que va canviar el seu nom el febrer de 2019 per convertir-se en Gfi Tunisie.
El novembre 2018 les accions de l'empresa estaven subjectes a la retirada forçosa.
El 27 novembre 2019, el grup El Corte Inglés va vendre la seva divisió informàtica IECISA amb 2.000 empleats a Espanya però també a Amèrica Central i del Sud a GFI per més de 300 milions d'euros annexant-se a IECISA, la seva filial espanyola GFI, amb una facturació sis vegades menor i gairebé inexistent a Amèrica.
El 5 de desembre de 2019, GFI va anunciar a Yaoundé que havia adquirit l'empresa camerunesa Bridgeo, especialitzada en la implementació de solucions SAGE a l'Àfrica Central.
L'1 d'octubre de 2020, el grup GFI va canviar la seva identitat i es va convertir en Inetum.

## Adquisició, aliances i vendes
| Data | Acció       | Empresa                              | Comprador                          | País     |
| ---- | ----------- | ------------------------------------ | ---------------------------------- | -------- |
| 2010 | Vente       | Gfi Informatique et ses filiales     | Vision IT Group                    | Alemanya |
| 2010 | Vente       | Gfi Italie                           | Solgenia Group (www.solgenia.com), | Itàlia   |
| 2010 | Vente       | Gfi Monétique (Gfi Monetic)          | GALITT.                            | França   |
| 2012 | Vente       | Gfi Solutions et ses filiales        |                                    | Canadà   |
| 2016 | Acquisition | Impaq                                | -                                  | Polònia  |
| 2016 | Acquisition | Efron                                |                                    | Espanya  |
| 2016 | Acquisition | Roff                                 | -                                  | Portugal |
| 2016 | Acquisition | Metaware                             |                                    | França   |
| 2017 | Acquisition | Gesfor                               | -                                  | Mèxic    |
| 2018 | Acquisition | Realdolmen                           | -                                  | Bèlgica  |
| 2018 | Acquisition | Cynapsis                             | -                                  | Tunísia  |
| 2018 | Acquisition | Vauban                               | -                                  | Romania  |
| 2019 | Acquisition | SIS                                  | -                                  | França   |
| 2019 | Acquisition | Capital Consulting                   | -                                  | Marroc   |
| 2019 | Acquisition | Hundred                              | -                                  | Perú     |
| 2019 | Acquisition | Archos Technology                    | -                                  | Marroc   |
| 2020 | Acquisition | i2S                                  | -                                  | Portugal |
| 2020 | Acquisition | Bridgeo                              | -                                  | Camerun  |
| 2020 | Acquisition | IECISA (Informática El Corte Inglés) | -                                  | Espanya  |
| 2021 | Acquisition | Ilex International                   | -                                  | França   |
| 2021 | Acquisition | Projixi Europe                       | -                                  | França   |
| 2021 | Acquisition | HLI Consulting Tunisie               | -                                  | Tunísia  |
| 2022 | Acquisition | Editinfo-IT                          | -                                  | Marroc   |
| 2022 | Acquisition | JCommerce                            | -                                  | Polònia  |
| 2022 | Acquisition | Do IT Wise                           | -                                  | Bulgària |

## Activitats

### Professions
El 2016: serveis d'enginyeria (57% de la facturació), subcontractació (21%), programari (15%), i assessorament (7%).

### Publicació de programari
8è editor francès de programari, segons el rànquing Truffle 100 2019 amb una plantilla de 502 empleats en R+D i una facturació de 181 milions d'euros.
11è editor francès de programari, segons el rànquing Truffle100 de 2018.

## Dades financeres
| Anys                                                     | 2006 | 2007 | 2008 | 2009  | 2010  | 2011  | 2012  | 2013  | 2014  | 2015  | 2016   | 2017   | 2018   | 2019   | 2020   | 2021  |
| -------------------------------------------------------- | ---- | ---- | ---- | ----- | ----- | ----- | ----- | ----- | ----- | ----- | ------ | ------ | ------ | ------ | ------ | ----- |
| Efectiu                                                  |      |      |      |       |       | 8 697 | 9 809 | 10037 | 10858 | 11778 | 14100  | 14800  | 19000  | 20000  | 27000  | 27000 |
| Facturació (en milions d'euros)                          | 633  | 688  | 768  | 663,6 | 657,9 | 618,1 | 667,3 | 742,7 | 804,0 | 894,0 | 1015,4 | 1131,9 | 1394,6 | 1595,3 | 1965,9 | 2219  |
| Benefici net, participació del grup (en milions d'euros) |      |      |      |       |       | 10,53 | 11,60 | 13,52 | 19,98 | 22,00 | 32,10  | 37,30  | 39,80  | 43,50  | 21,2   | 64,4  |
| Aportació anual per treballador (en €)                   |      |      |      |       |       |       | 61,69 | 58,30 | 19,09 | 19,00 | 19,79  | 26,05  |        |        |        |       |

## Participació de l'accionariat
L'empresa és propietat de la societat d'inversió nord-americana Bain Capital Private Equity, anteriorment era propietat del consorci de Qatar Mannai Corporation del 2015 al 2022.
El novembre 2015, el consorci de Qatar Mannai Corporation en va comprar 51% del capital d'Inetum, que indica la voluntat de convertir-se en accionista a llarg termini i participar en l'expansió internacional del grup.
L'acció de Gfi ha estat retirada de la cotització des de finals de 2018 després d'una oferta pública de compra.
El juliol de 2022, Inetum anuncià la venda de la totalitat de la participació de Mannai Corporation QPSC a Inetum S. TÉ. a Bain Capital Private Equity.

## Composició
Maig de 2009: Jacques Tordjman, històric President i CEO de Gfi, deixa el grup. El president i conseller delegat del grup Gfi Informatique és Vincent Rouaix.
El 2019, Gfi està present a 21 països. A banda de França, el seu país d'origen, el grup Gfi és present a Europa en països com Espanya, Portugal, Bèlgica, Luxemburg, també és present al Marroc i Suïssa. El 24 març es va signar un acord per establir-se a Tunísia.

## Condemnes judicials
L'any 2007, l'⁣Autoritat dels Mercats Financers (AMF) va condemnar Jacques Tordjman (CEO) i els membres del seu consell d'administració per tràfic d'informació privilegiada comesos el 2004 i el 2005. El conseller delegat fou multat amb 400.000 euros. Michel Beilin, Pierre Chiarelli i Yves Roy, directors generals adjunts de Gfi Informatique, van ser condemnats a multes de 300.000, 100.000 i 50.000 euros respectivament i pel mateix motiu.